# Dzwonowo (Niedźwiedziny)
Dzwonowo (niem. Schwanau) – przysiółek wsi Niedźwiedziny w Polsce położony w województwie wielkopolskim, w powiecie wągrowieckim, w gminie Skoki. Miejscowość (cztery gospodarstwa) wchodzi w skład sołectwa Niedźwiedziny.
W latach 1975–1998 miejscowość administracyjnie należała do województwa poznańskiego.
Wieś była wzmiankowana już w XIV wieku (powstała przy dawnym szlaku z Poznania do Kcyni). Pierwotna nazwa brzmiała Zwanowo (od staropolskiego dzwonu - zwan). Początkowo (do około XVI wieku) była to znacząca miejscowość, jedna z siedzib Nałęczów. Od XIV do XVIII wieku funkcjonował tutaj kościół. Dzięki nieinwazyjnym badaniom archeologicznym przeprowadzonym w 2014 udało się ustalić, że miasteczko zamieszkiwało w szczytowym okresie około 200 osób, a pierzeja rynku miała 69 metrów długości. Do upadku Dzwonowa przyczyniła się zmiana siatki traktów komunikacyjnych - po ich przesunięciu miejscowość znalazła się na śródleśnych peryferiach. 
W północnej części przysiółka rośnie stary jesion o obwodzie pnia 320 cm. Przez przysiółek przechodzi  niebieski szlak turystyczny ze Sławy do Głęboczka.